# Historique du parcours européen du Séville FC
 (septembre 2020).
Cet article présente les différentes campagnes européennes réalisées par le Séville FC depuis 1957.
Depuis sa fondation en 1905, le FC Séville a participé :
- 4 fois à la Ligue des champions (1 quart de finale, 2 huitièmes de finale),
- 1 fois à la Coupe d'Europe des vainqueurs de Coupe (premier tour),
- 6 fois à la Ligue Europa, (6 titres)
- 7 fois à la Coupe UEFA (2 titres, 1 huitième de finale),
- 6 fois à la Supercoupe de l'UEFA (1 titre)
- 2 fois à la Coupe des villes de foires (2 premiers tours),
- 0 fois à la Coupe Intertoto.

## 1957-1958
Coupe des clubs champions :
|   | Tour               | Club        | Aller | Total | Retour | Club       |   |
| - | ------------------ | ----------- | ----- | ----- | ------ | ---------- | - |
| 1 | Huitième de finale | Séville FC  | 4-0   | 4-2   | 0-2    | AGF Århus  | 2 |
| 3 | Quart de finale    | Real Madrid | 8-0   | 10-2  | 2-2    | Séville FC | 4 |

## 1962-1963
Coupe d'Europe des vainqueurs de coupes :
|   | Tour         | Club            | Aller | Total | Retour | Club       |   |
| - | ------------ | --------------- | ----- | ----- | ------ | ---------- | - |
| 5 | Premier tour | Glasgow Rangers | 4-0   | 4-2   | 0-2    | Séville FC | 6 |

## 1966-1967
Coupe des villes de foires :
|   | Tour         | Club           | Aller | Total | Retour | Club       |   |
| - | ------------ | -------------- | ----- | ----- | ------ | ---------- | - |
| 7 | Premier tour | Dinamo Piteşti | 2-0   | 4-2   | 2-2    | Séville FC | 8 |

## 1970-1971
Coupe des villes de foire :
|   | Tour         | Club       | Aller | Total | Retour | Club          |    |
| - | ------------ | ---------- | ----- | ----- | ------ | ------------- | -- |
| 9 | Premier tour | Séville FC | 1-0   | 2-3   | 1-3    | Eskisehirspor | 10 |

## 1983-1984
Coupe UEFA :
|    | Tour                      | Club       | Aller | Total | Retour | Club              |    |
| -- | ------------------------- | ---------- | ----- | ----- | ------ | ----------------- | -- |
| 11 | Trente-deuxième de finale | Séville FC | 1-1   | 3-4   | 2-3    | Sporting Portugal | 12 |

## 1990-1991
Coupe UEFA :
|    | Tour                      | Club           | Aller | Total    | Retour | Club           |    |
| -- | ------------------------- | -------------- | ----- | -------- | ------ | -------------- | -- |
| 13 | Trente-deuxième de finale | Séville FC     | 0-0   | 0T.a.b-0 | 0-0    | PAOK Salonique | 14 |
| 15 | Seizième de finale        | Torpedo Moscou | 3-1   | 4-3      | 1-2    | Séville FC     | 16 |

## 1995-1996
Coupe UEFA :
|    | Tour                      | Club       | Aller | Total | Retour  | Club          |    |
| -- | ------------------------- | ---------- | ----- | ----- | ------- | ------------- | -- |
| 17 | Trente-deuxième de finale | Séville FC | 2-0   | 3-1   | 1-1     | Botev Plovdiv | 18 |
| 19 | Seizième de finale        | Séville FC | 1-0   | 2E-2  | 1-2a.p. | Olympiakos    | 20 |
| 21 | Huitième de finale        | Séville FC | 1-1   | 2-4   | 1-3     | FC Barcelone  | 22 |

## 2004-2005
Coupe UEFA :
|    | Tour                           | Club                     | Aller | Total | Retour | Club                      |    |
| -- | ------------------------------ | ------------------------ | ----- | ----- | ------ | ------------------------- | -- |
| 23 | Premier tour                   | Séville FC               | 2-1   | 4-1   | 2-0    | CD Nacional               | 24 |
| 25 | Phase de poules, groupe H : J2 | Séville FC               | 2-0   |       |        | Alemannia Aix-la-Chapelle | 22 |
| 26 | Phase de poules, groupe H : J3 | Zénith Saint-Petersbourg | 1-1   |       |        | Séville FC                | 22 |
| 27 | Phase de poules, groupe H : J4 | Séville FC               | 3-2   |       |        | AEK Athènes               | 22 |
| 28 | Phase de poules, groupe H : J5 | LOSC Lille               | 1-0   |       |        | Séville FC                | 22 |
| 29 | Seizième de finale             | Panathinaïkos            | 1-0   | 1-2   | 0-2    | Séville FC                | 30 |
| 31 | Huitième de finale             | Séville FC               | 0-0   | 0-1   | 0-1    | Parme FC                  | 32 |

## 2005-2006
Coupe UEFA :
|    | Tour                           | Club                     | Aller | Total | Retour | Club                     |    |
| -- | ------------------------------ | ------------------------ | ----- | ----- | ------ | ------------------------ | -- |
| 33 | Premier tour                   | Séville FC               | 0-0   | 2-0   | 2-0    | Mayence 05               | 34 |
| 35 | Phase de poules, groupe H : J2 | Séville FC               | 3-0   |       |        | Beşiktaş                 |    |
| 36 | Phase de poules, groupe H : J3 | Zénith Saint-Petersbourg | 2-1   |       |        | Séville FC               |    |
| 37 | Phase de poules, groupe H : J4 | Séville FC               | 3-2   |       |        | Vitoria Guimarães        |    |
| 38 | Phase de poules, groupe H : J5 | Bolton                   | 1-1   |       |        | Séville FC               |    |
| 39 | Seizième de finale             | Lokomotiv Moscou         | 0-1   | 0-3   | 0-2    | Séville FC               | 40 |
| 41 | Huitième de finale             | LOSC Lille               | 1-0   | 1-2   | 0-2    | Séville FC               | 42 |
| 43 | Quart de finale                | Séville FC               | 4-1   | 5-2   | 1-1    | Zénith Saint-Petersbourg | 44 |
| 45 | Demi-finale                    | Schalke 04               | 0-0   | 0-1   | 0-1    | Séville FC               | 46 |
| 47 | Finale                         | Middlesbrough            |       | 0-4   |        | Séville FC               |    |

## 2006-2007
Supercoupe :
|    | Tour   | Club         | Aller | Total | Retour | Club       |  |
| -- | ------ | ------------ | ----- | ----- | ------ | ---------- |  |
| 48 | Finale | FC Barcelone |       | 0-3   |        | Séville FC |  |

Coupe UEFA :
|    | Tour                           | Club               | Aller | Total           | Retour  | Club              |    |
| -- | ------------------------------ | ------------------ | ----- | --------------- | ------- | ----------------- | -- |
| 49 | Premier tour                   | Atromitos FC       | 1-2   | 1-6             | 0-4     | Séville FC        | 50 |
| 51 | Phase de poules, groupe C : J1 | Slovan Liberec     | 0-0   |                 |         | Séville FC        |    |
| 52 | Phase de poules, groupe C : J3 | Séville FC         | 2-0   |                 |         | Sporting Braga    |    |
| 53 | Phase de poules, groupe C : J4 | Grasshopper Zürich | 0-4   |                 |         | Séville FC        |    |
| 54 | Phase de poules, groupe C : J5 | Séville FC         | 1-2   |                 |         | AZ Alkmaar        |    |
| 55 | Seizième de finale             | Steaua Bucarest    | 0-2   | 0-3             | 0-1     | Séville FC        | 56 |
| 57 | Huitième de finale             | Séville FC         | 2-2   | 5-4             | 3a.p.-2 | Chakhtar Donetsk  | 58 |
| 59 | Quart de finale                | Séville FC         | 2-1   | 4-3             | 2-2     | Tottenham Hotspur | 60 |
| 61 | Demi-finale                    | Osasuna Pampelune  | 1-0   | 1-2             | 0-2     | Séville FC        | 62 |
| 63 | Finale                         | Espanyol Barcelone |       | 2-2 3 T.a.b à 1 |         | Séville FC        |    |

## 2007-2008
Supercoupe :
|    | Tour   | Club     | Aller | Total | Retour | Club       |  |
| -- | ------ | -------- | ----- | ----- | ------ | ---------- |  |
| 64 | Finale | AC Milan |       | 3-1   |        | Séville FC |  |

Ligue des champions :
|    | Tour                              | Club       | Aller | Total        | Retour | Club            |    |
| -- | --------------------------------- | ---------- | ----- | ------------ | ------ | --------------- | -- |
| 65 | Troisième tour de qualification   | Séville FC | 2-0   | 6-1          | 4-1    | AEK Athènes     | 66 |
| 67 | Phase de poules, groupe H : J1/J5 | Arsenal    | 3-0   |              | 1-3    | Séville FC      | 71 |
| 68 | Phase de poules, groupe H : J2/J6 | Séville FC | 4-2   |              | 3-0    | Slavia Prague   | 72 |
| 69 | Phase de poules, groupe H : J3/J4 | Séville FC | 2-1   |              | 2-0    | Steaua Bucarest | 70 |
| 73 | Huitième de finale                | Fenerbahçe | 3-2   | 5-5 3-2T.a.b | 2-3    | Séville FC      | 74 |

## 2008-2009
Coupe UEFA :
|    | Tour                           | Club              | Aller | Total | Retour | Club               |    |
| -- | ------------------------------ | ----------------- | ----- | ----- | ------ | ------------------ | -- |
| 75 | Premier tour                   | Séville FC        | 2-0   | 4-0   | 2-0    | Red Bull Salzbourg | 76 |
| 77 | Phase de poules, groupe C : J1 | Séville FC        | 2-0   |       |        | VfB Stuttgart      | 78 |
| 79 | Phase de poules, groupe C : J2 | Standard de Liège | 1-0   |       |        | Séville FC         | 80 |
| 81 | Phase de poules, groupe C : J4 | Séville FC        | 3-0   |       |        | Partizan Belgrade  | 82 |
| 83 | Phase de poules, groupe C : J5 | UC Sampdoria      | 1-0   |       |        | Séville FC         | 84 |

## 2009-2010
Ligue des champions :
|    | Tour                              | Club            | Aller | Total | Retour | Club               |    |
| -- | --------------------------------- | --------------- | ----- | ----- | ------ | ------------------ | -- |
| 85 | Phase de poules, groupe G : J1/J5 | Séville FC      | 2-0   |       | 0-1    | FC Unirea Urziceni | 89 |
| 86 | Phase de poules, groupe G : J2/J6 | Glasgow Rangers | 1-4   |       | 0-1    | Séville FC         | 90 |
| 87 | Phase de poules, groupe G : J3/J4 | VfB Stuttgart   | 1-3   |       | 1-1    | Séville FC         | 88 |
| 91 | Huitième de finale                | CSKA Moscou     | 1-1   | 3-2   | 2-1    | Séville FC         | 92 |

## 2010-2011
Ligue des champions :
|    | Tour     | Club           | Aller | Total | Retour | Club       |    |
| -- | -------- | -------------- | ----- | ----- | ------ | ---------- | -- |
| 93 | Barrages | Sporting Braga | 1-0   | 5-3   | 4-3    | Séville FC | 94 |

Ligue Europa :
|     | Tour                              | Club              | Aller | Total | Retour | Club       |     |
| --- | --------------------------------- | ----------------- | ----- | ----- | ------ | ---------- | --- |
| 95  | Phase de poules, groupe J : J1/J5 | Séville FC        | 0-1   |       | 2-4    | Paris SG   | 99  |
| 96  | Phase de poules, groupe J : J2/J6 | Borussia Dortmund | 0-1   |       | 2-2    | Séville FC | 100 |
| 97  | Phase de poules, groupe J : J3/J4 | Karpaty Lviv      | 0-1   |       | 0-4    | Séville FC | 98  |
| 101 | Seizièmes de finale               | Séville FC        | 1-2   | 2-2E  | 1-0    | FC Porto   | 102 |

## 2011-2012
Ligue Europa :
|     | Tour     | Club       | Aller | Total | Retour | Club       |     |
| --- | -------- | ---------- | ----- | ----- | ------ | ---------- | --- |
| 103 | Barrages | Hanovre 96 | 2-1   | 3-2   | 1-1    | Séville FC | 104 |

## 2013-2014
Ligue Europa :
|     | Tour                              | Club           | Aller | Total           | Retour | Club              |     |
| --- | --------------------------------- | -------------- | ----- | --------------- | ------ | ----------------- | --- |
| 105 | 3e tour de qualification          | Séville FC     | 3 - 0 | 9 - 1           | 6 - 1  | Mladost Podgorica | 106 |
| 107 | Barrages                          | Séville FC     | 4-1   | 9-1             | 5-0    | Śląsk Wrocław     | 108 |
| 109 | Phase de poules, groupe H : J1/J5 | Estoril-Praia  | 1-2   |                 | 1-1    | Séville FC        | 113 |
| 110 | Phase de poules, groupe H : J2/J6 | Séville FC     | 2-0   |                 | 0-2    | SC Fribourg       | 114 |
| 111 | Phase de poules, groupe H : J3/J4 | Slovan Liberec | 1-1   |                 | 1-1    | Séville FC        | 112 |
| 115 | Seizième de finale                | NK Maribor     | 2-2   | 3-4             | 1-2    | Séville FC        | 116 |
| 117 | Huitième de finale                | Séville FC     | 0-2   | 2 - 2 4 - 3tab  | 2-0    | Betis Séville     | 118 |
| 119 | Quart de finale                   | FC Porto       | 1-0   | 2-4             | 1-4    | Séville FC        | 120 |
| 121 | Demi-finale                       | Séville FC     | 2-0   | 3-3E            | 1-3    | Valence CF        | 122 |
| 123 | Finale                            | Séville FC     |       | 0-0 4 T.a.b à 2 |        | Benfica Lisbonne  |     |

## 2014-2015
Supercoupe :
|     | Tour   | Club        | Aller | Total | Retour | Club       |  |
| --- | ------ | ----------- | ----- | ----- | ------ | ---------- |  |
| 124 | Finale | Real Madrid |       | 2-0   |        | Séville FC |  |

Ligue Europa :
|     | Tour                              | Club                  | Aller | Total | Retour | Club                     |     |
| --- | --------------------------------- | --------------------- | ----- | ----- | ------ | ------------------------ | --- |
| 125 | Phase de poules, groupe G : J1/J5 | Séville FC            | 2-0   |       | 0-2    | Feyenoord Rotterdam      | 129 |
| 126 | Phase de poules, groupe G : J2/J6 | HNK Rijeka            | 2-2   |       | 0-1    | Séville FC               | 130 |
| 127 | Phase de poules, groupe G : J3/J4 | Standard de Liège     | 2-2   |       | 1-3    | Séville FC               | 128 |
| 131 | Seizième de finale                | Séville FC            | 1-0   | 4-2   | 3-2    | Borussia Mönchengladbach | 132 |
| 133 | Huitième de finale                | Villarreal CF         | 1-3   | 2-5   | 1-2    | Séville FC               | 134 |
| 135 | Quart de finale                   | Séville FC            | 2-1   | 3-2   | 2-2    | Zenit Saint-Pétersbourg  | 136 |
| 137 | Demi-finale                       | Séville FC            | 3-0   | 5-0   | 2-0    | ACF Fiorentina           | 138 |
| 139 | Finale                            | Dnipro Dnipropetrovsk |       | 2-3   |        | Séville FC               |     |

## 2015-2016
Supercoupe :
|     | Tour   | Club         | Aller | Total | Retour | Club       |  |
| --- | ------ | ------------ | ----- | ----- | ------ | ---------- |  |
| 140 | Finale | FC Barcelone |       | 5-4ap |        | Séville FC |  |

Ligue des champions :
|     | Tour                              | Club            | Aller | Total | Retour | Club                     |     |
| --- | --------------------------------- | --------------- | ----- | ----- | ------ | ------------------------ | --- |
| 141 | Phase de poules, groupe D : J1/J5 | Séville FC      | 3-0   |       | 2-4    | Borussia Mönchengladbach | 145 |
| 142 | Phase de poules, groupe D : J2/J6 | Juventus FC     | 2-0   |       | 0-1    | Séville FC               | 146 |
| 143 | Phase de poules, groupe D : J3/J4 | Manchester City | 2-1   |       | 3-1    | Séville FC               | 144 |

Ligue Europa :
|     | Tour               | Club             | Aller | Total           | Retour   | Club       |     |
| --- | ------------------ | ---------------- | ----- | --------------- | -------- | ---------- | --- |
| 147 | Seizième de finale | Séville FC       | 3-0   | 0-1             | Molde FK | 148        |     |
| 149 | Huitième de finale | FC Bâle          | 0-0   | 0-3             | 0-3      | Séville FC | 150 |
| 151 | Quart de finale    | Athletic Bilbao  | 1-2   | 3-3 4 T.a.b à 5 | 2-1      | Séville FC | 152 |
| 153 | Demi-finale        | Chakhtar Donetsk | 2-2   | 3-5             | 1-3      | Séville FC | 154 |
| 155 | Finale             | Liverpool FC     |       | 1-3             |          | Séville FC |     |

## 2016-2017
Supercoupe :
|     | Tour   | Club        | Aller | Total | Retour | Club       |  |
| --- | ------ | ----------- | ----- | ----- | ------ | ---------- |  |
| 156 | Finale | Real Madrid |       | 3-2ap |        | Séville FC |  |

Ligue des champions :
|     | Tour                              | Club          | Aller | Total | Retour | Club               |     |
| --- | --------------------------------- | ------------- | ----- | ----- | ------ | ------------------ | --- |
| 157 | Phase de poules, groupe H : J1/J5 | Juventus FC   | 0-0   |       | 3-1    | Séville FC         | 161 |
| 158 | Phase de poules, groupe H : J2/J6 | Séville FC    | 1-0   |       | 0-0    | Olympique lyonnais | 162 |
| 159 | Phase de poules, groupe H : J3/J4 | Dinamo Zagreb | 0-1   |       | 0-4    | Séville FC         | 160 |
| 163 | Huitième de finale                | Séville FC    | 2-1   | 2-3   | 0-2    | Leicester City     | 164 |

## 2017-2018
Ligue des champions :
|     | Tour                              | Club                | Aller | Total | Retour | Club              |     |
| --- | --------------------------------- | ------------------- | ----- | ----- | ------ | ----------------- | --- |
| 165 | Barrages                          | İstanbul Başakşehir | 1-2   | 3-4   | 2-2    | Séville FC        | 166 |
| 167 | Phase de poules, groupe E : J1/J5 | Liverpool FC        | 2-2   |       | 3-3    | Séville FC        | 171 |
| 168 | Phase de poules, groupe E : J2/J6 | Séville FC          | 3-0   |       | 1-1    | NK Maribor        | 172 |
| 169 | Phase de poules, groupe E : J3/J4 | Spartak Moscou      | 5-1   |       | 1-2    | Séville FC        | 170 |
| 173 | Huitième de finale                | Séville FC          | 0-0   | 2-1   | 2-1    | Manchester United | 174 |
| 175 | Quart de finale                   | Séville FC          | 1-2   | 1-2   | 0-0    | Bayern Munich     | 176 |

## 2018-2019
Ligue Europa :
|     | Tour                              | Club          | Aller | Total | Retour | Club                 |     |
| --- | --------------------------------- | ------------- | ----- | ----- | ------ | -------------------- | --- |
| 177 | 2e tour de qualification          | Séville FC    | 4 - 0 | 7 - 1 | 3 - 1  | Újpest FC            | 178 |
| 179 | 3e tour de qualification          | Séville FC    | 1 - 0 | 6 - 0 | 5 - 1  | Žalgiris Vilnius     | 180 |
| 181 | Barrages                          | Sigma Olomouc | 0-1   | 0-4   | -0-3   | Séville FC           | 182 |
| 183 | Phase de poules, groupe J : J1/J5 | Séville FC    | 5-1   |       | 0-1    | Standard de Liège    | 187 |
| 184 | Phase de poules, groupe J : J2/J6 | FK Krasnodar  | 2-1   |       | 0-3    | Séville FC           | 188 |
| 185 | Phase de poules, groupe J : J3/J4 | Séville FC    | 6-0   |       | 2-3    | Akhisar Belediyespor | 186 |
| 189 | Seizième de finale                | Lazio Rome    | 0-1   | 0-3   | 0-2    | Séville FC           | 190 |
| 191 | Huitième de finale                | Séville FC    | 2-2   | 5-6   | 3-4ap  | Slavia Prague        | 192 |

## 2019-2020
Ligue Europa :
|     | Tour                              | Club                    | Aller | Total | Retour | Club              |     |
| --- | --------------------------------- | ----------------------- | ----- | ----- | ------ | ----------------- | --- |
| 193 | Phase de poules, groupe A : J1/J5 | Qarabağ FK              | 0-3   |       | 0-2    | Séville FC        | 197 |
| 194 | Phase de poules, groupe A : J2/J6 | Séville FC              | 1-0   |       | 0-1    | APOEL Nicosie     | 198 |
| 195 | Phase de poules, groupe A : J3/J4 | Séville FC              | 3-0   |       | 5-2    | F91 Dudelange     | 196 |
| 199 | Seizième de finale                | CFR Cluj                | 1-1   | 1-1E  | 0-0    | Séville FC        | 200 |
| 202 | Huitième de finale                | Séville FC              |       | 2-0   |        | AS Rome           |     |
| 202 | Quart de finale                   | Wolverhampton Wanderers |       | 0-1   |        | Séville FC        |     |
| 203 | Demi-finale                       | Séville FC              |       | 2-1   |        | Manchester United |     |
| 204 | Finale                            | Séville FC              |       | 3-2   |        | Inter Milan       |     |

## 2020-2021
Supercoupe :
|     | Tour   | Club          | Aller | Total  | Retour | Club       |  |
| --- | ------ | ------------- | ----- | ------ | ------ | ---------- |  |
| 205 | Finale | Bayern Munich |       | 2-1 ap |        | Séville FC |  |

Ligue des champions :
|     | Tour                              | Club       | Aller | Total | Retour | Club              |     |
| --- | --------------------------------- | ---------- | ----- | ----- | ------ | ----------------- | --- |
| 206 | Phase de poules, groupe E : J1/J5 | Chelsea FC | 0-0   |       | 4-0    | Séville FC        | 210 |
| 207 | Phase de poules, groupe E : J2/J6 | Séville FC | 1-0   |       | 3-1    | Stade rennais     | 211 |
| 208 | Phase de poules, groupe E : J3/J4 | Séville FC | 3-2   |       | 2-1    | FK Krasnodar      | 209 |
| 212 | Huitième de finale                | Séville FC | 2-3   | 4-5   | 2-2    | Borussia Dortmund | 213 |

## 2021-2022
Ligue des champions :
|     | Tour                              | Club          | Aller | Total | Retour | Club               |     |
| --- | --------------------------------- | ------------- | ----- | ----- | ------ | ------------------ | --- |
| 214 | Phase de poules, groupe G : J1/J6 | Séville FC    | 1-1   |       | 0-1    | Red Bull Salzbourg | 219 |
| 215 | Phase de poules, groupe G : J2/J5 | VfL Wolfsburg | 1-1   |       | 0-2    | Séville FC         | 218 |
| 216 | Phase de poules, groupe G : J3/J4 | LOSC Lille    | 0-0   |       | 2-1    | Séville FC         | 217 |

Ligue Europa :
|     | Tour                          | Club       | Aller | Total | Retour | Club            |     |
| --- | ----------------------------- | ---------- | ----- | ----- | ------ | --------------- | --- |
| 220 | Barrage à élimination directe | Séville FC | 3-1   | 3-2   | 0-1    | Dinamo Zagreb   | 221 |
| 222 | Huitième de finale            | Séville FC | 1-0   | 1-2   | 0-2    | West Ham United | 223 |

## 2022-2023
Ligue des champions :
|     | Tour                              | Club          | Aller | Total | Retour | Club              |     |
| --- | --------------------------------- | ------------- | ----- | ----- | ------ | ----------------- | --- |
| 224 | Phase de poules, groupe G : J1/J6 | Séville FC    | 0-4   |       | 1-3    | Manchester City   | 229 |
| 225 | Phase de poules, groupe G : J2/J5 | FC Copenhague | 0-0   |       | 0-3    | Séville FC        | 228 |
| 226 | Phase de poules, groupe G : J3/J4 | Séville FC    | 1-4   |       | 1-1    | Borussia Dortmund | 227 |

Ligue Europa :
|     | Tour                          | Club       | Aller | Total | Retour | Club          |     |
| --- | ----------------------------- | ---------- | ----- | ----- | ------ | ------------- | --- |
| 230 | Barrage à élimination directe | Séville FC | -     | -     | -      | PSV Eindhoven | 231 |

## 2023-2024
Ligue des champions :
|     | Tour                              | Club          | Aller | Total | Retour | Club       |     |
| --- | --------------------------------- | ------------- | ----- | ----- | ------ | ---------- | --- |
| 232 | Phase de poules, groupe B : J1/J6 | Séville FC    | 1-1   |       | 1-2    | RC Lens    | 233 |
| 234 | Phase de poules, groupe B : J2/J5 | PSV Eindhoven | 2-2   |       | 3-2    | Séville FC | 235 |
| 236 | Phase de poules, groupe B : J3/J4 | Séville FC    | 1-2   |       | 0-2    | Arsenal    | 237 |

Bilan de la saison 2023-2024 : 0 victoire, 2 nuls, 4 défaites. Dernier de son groupe, le club sort des compétitions européennes.

## Bilan
Mise à jour après le match Séville FC-Paris SG (le 16 septembte 2010 à Séville).
- 89 matches en Coupe d'Europe (C1, C2, C3).

| Coupe                                  | Matchs Joués | Victoires | Nuls | Défaites | Buts marqués | Buts encaissés |
| Ligue des champions                    | 24           | 14        | 3    | 7        | 46           | 35             |
| Coupe d'Europe des vainqueurs de Coupe | 2            | 1         | 0    | 1        | 2            | 4              |
| Coupe UEFA/Ligue Europa                | 58           | 30        | 15   | 13       | 80           | 44             |
| Ligue Europa                           | 1            | 0         | 0    | 1        | 0            | 1              |
| Coupe des villes de foires             | 4            | 1         | 1    | 2        | 4            | 7              |
| TOTAL                                  | 89           | 46        | 19   | 24       | 132          | 91             |

### Adversaires européens
- Alemannia Aix-la-Chapelle
- Borussia Dortmund
- SC Fribourg
- Hanovre 96
- Mayence 05
- Borussia Mönchengladbach
- Bayern Munich
- Schalke 04
- VfB Stuttgart
- VfL Wolfsburg
- Arsenal FC
- Bolton
- Chelsea FC
- Leicester City
- Liverpool FC
- Manchester City
- Manchester United
- Middlesbrough
- Tottenham Hotspur
- West Ham United
- Wolverhampton Wanderers
- Red Bull Salzbourg
- Qarabağ FK
- Standard de Liège
- Botev Plovdiv
- APOEL Nicosie
- HNK Rijeka
- Dinamo Zagreb
- AGF Århus
- FC Copenhague
- Glasgow Rangers
- Athletic Bilbao
- Betis Séville
- Espanyol Barcelone
- FC Barcelone
- Real Madrid
- Osasuna Pampelune
- Valence CF
- Villarreal CF
- RC Lens
- LOSC Lille
- Olympique lyonnais
- Paris SG
- Stade rennais
- AEK Athènes
- Atromitos FC
- Olympiakos
- Panathinaïkos
- PAOK Salonique
- Újpest FC
- ACF Fiorentina
- Juventus FC
- AC Milan
- Inter Milan
- Parme Calcio
- AS Rome
- Lazio Rome
- UC Sampdoria
- Žalgiris Vilnius
- F91 Dudelange
- Mladost Podgorica
- Molde FK
- AZ Alkmaar
- PSV Eindhoven
- Feyenoord Rotterdam
- Śląsk Wrocław
- Benfica Lisbonne
- Estoril-Praia
- FC Porto
- Sporting Braga
- Vitoria Guimarães
- Sporting Lisbonne
- CD Nacional
- Steaua Bucarest
- CFR Cluj
- Dinamo Piteşti
- FC Unirea Urziceni
- FK Krasnodar
- CSKA Moscou
- Lokomotiv Moscou
- Torpedo Moscou
- Zénith Saint-Petersbourg
- Partizan Belgrade
- NK Maribor
- FC Bâle
- Grasshopper Zürich
- Slovan Liberec
- Sigma Olomouc
- Slavia Prague
- Akhisar Belediyespor
- Beşiktaş
- Eskisehirspor
- Fenerbahçe
- İstanbul Başakşehir
- Dnipro Dnipropetrovsk
- Chakhtar Donetsk
- Karpaty Lviv